# Marcel Gagnon (biologiste)
Pour les articles homonymes, voir Marcel Gagnon et Gagnon.
Marcel Gagnon (Saint-Moïse, 17 janvier 1928 - 1993) est un biologiste québécois, chercheur d'avant-plan dans le domaine bio-alimentaire au Canada.

## Biographie
Il obtient un baccalauréat ès-arts au Séminaire de Rimouski en 1949. Il poursuit ses études pour obtenir un baccalauréat en sciences de l'Université Laval, puis une maîtrise en sciences alimentaires de l'Université du Massachusetts et enfin un doctorat de la même université.
De 1950 à 1955, il est biologiste au Département des pêcheries maritimes du Québec et au Fisheries Research Board. Instructeur de recherche et assistant-professeur de recherche en sciences alimentaires de l'Université du Massachusetts de 1955 à 1958. En 1958, il devient directeur de recherche et de développement en industrie alimentaire, puis directeur de production chez Alphonse Raymond Ltée où il accède à la direction générale en 1965. Vice-président des opérations chez Les Aliments R.J. Reynolds Ltée en 1968. En 1970, il est vice-recteur à la planification et au développement à l'UQAM. Depuis 1972, il est concepteur et directeur du Centre de recherches en sciences appliquées à l'alimentation (CRESALA) pour l'UQAM et depuis 1982, il occupe la même fonction toujours au CRESALA sous l'égide de l'Institut Armand-Frappier, jusqu'à son décès, à l'âge de 65 ans, en 1993,.
Le chercheur Marcel Gagnon innove en développement de produits alimentaires nouveaux tels les fromages fins et les apéritifs à base de cidre de pomme. Il contribue aussi à la médecine préventive par la mise au point d'un catalasemètre pour la détection d'infections d'origine microbienne, aussi par la production de trousses de diagnostic immunologique, ainsi que par la mise au point d'une méthode de détection de toxines dans les moules et de bactéries pathogènes dans les aliments.
Il conçoit et fonde ensuite, en partenariat avec le CRESALA, le Centre d'irradiation du Canada. Les techniques de conservation des aliments par irradiation contribuent sur place à la croissance de l'industrie bio-alimentaire au Canada, mais aussi dans les pays en voie de développement, en permettant l'importation et l'exportation d'aliments sans risque de contamination pour l'environnement des pays et la santé de leur population.
Il est aussi le fondateur de l'Association des manufacturiers de produits alimentaires du Québec et du Conseil des denrées alimentaires. Il occupe la présidence et la vice-présidence de plusieurs organismes et il est membre de plusieurs sociétés scientifiques et mène plusieurs missions à l'étranger.
Il est l'auteur de plusieurs ouvrages et de nombreuses publications scientifiques. En mai 1987, l'ACFAS lui décerne le Prix Joseph-Armand-Bombardier (Innovation technologique). En 1991, il est reçu officier de l'ordre national du Québec.